# Tungso

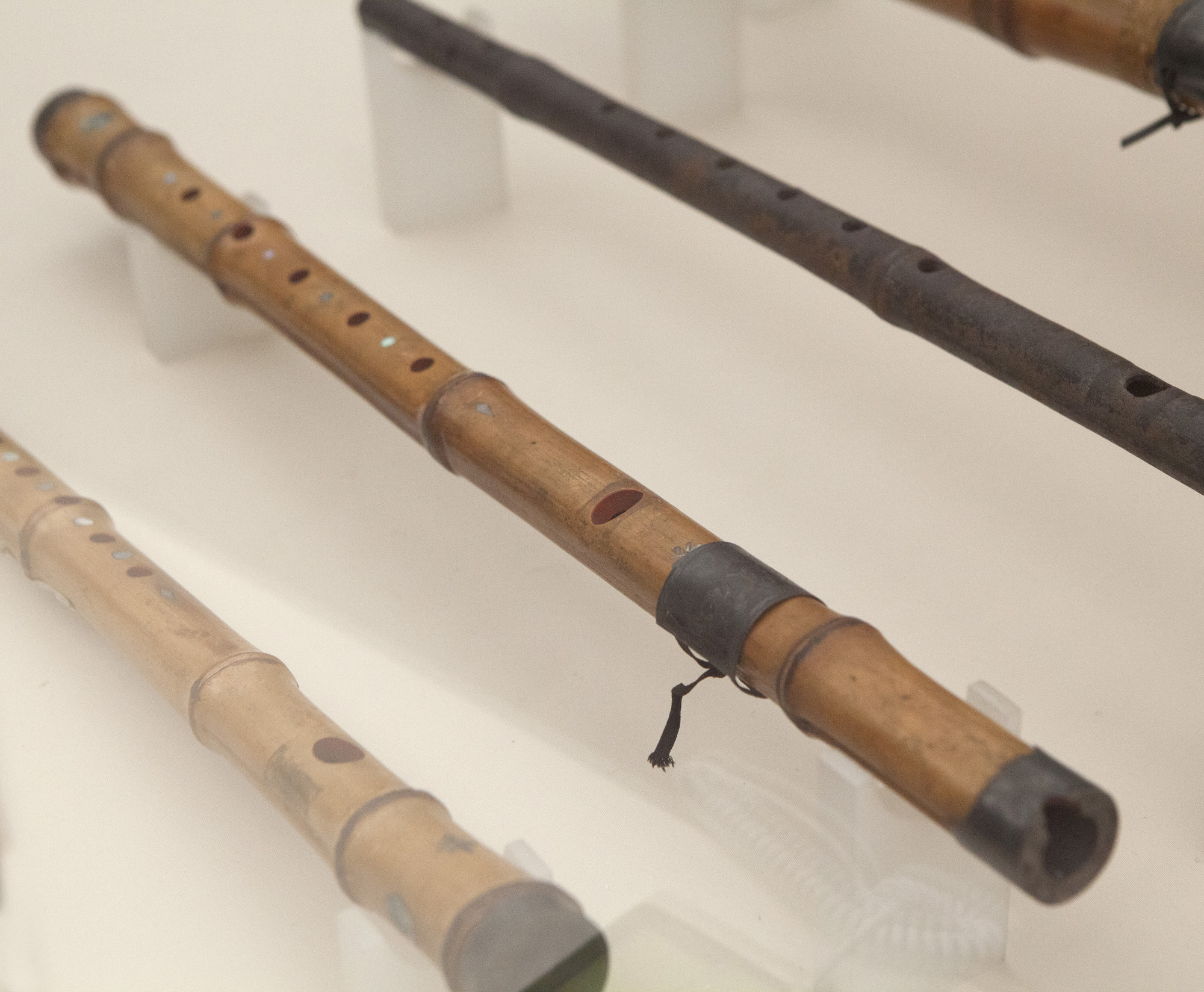
Tungso.

Le tungso (hangeul : 퉁소 ; hanja : 洞簫 ; translittération de son nom chinois de dòngxiāo), est une flûte utilisée dans la musique traditionnelle coréenne.

## Description
Le tungso est similaire au danso, mais plus long et plus large. Le hanja tong (洞) a été utilisé pour décrire la forme de l'instrument qui ressemble à une longue tige. L'instrument est parallèle au xiao chinois, et équivalent à sa variante, le dongxiao, et le nom japonais est shakuhachi. Un trait distinctif du tungso, contrairement aux autres flûtes verticales, est qu'il peut avoir une membrane bourdonnante, semblable à celle de la flûte transversale coréenne, le daegeum. Cette caractéristique est particulièrement courante dans la variété folklorique de l'instrument.
Le tungso est une flûte verticale fabriquée en bambou épais et vieilli. Jusqu'au milieu de la période Joseon, le tungso était principalement utilisé dans la musique de cour, mais à la fin du XIXe siècle et au début du XXe siècle, il est devenu un instrument plus largement utilisé. Aujourd'hui, il est joué en accompagnement de danses masquées comme le Bukcheong sajanoreum. Le tongso est plus épais et plus grand que le danso. Sa longueur est de 55 cm et son diamètre intérieur de 2 cm.